# Бойко, Сергей Александрович
Сергей Александрович Бойко (укр. Сергій Олександрович Бойко; 6 августа 1987) — украинский футболист, играл на позициях защитника и полузащитник.

## Карьера
Воспитанник ДВУФК Днепропетровска. Клубную карьеру начал в «Днепре-2», за который провёл 1 матч. Также выступал за дублирующий состав «Днепра». В самом конце дозаявочного окна 31 августа 2005 года подписал контракт с российским клубом «Терек». За грозненский клуб в чемпионате России дебютировал 6 ноября того года в домашнем матче 29-го тура против московского «Локомотива», выйдя в стартовом составе, однако, на 75-й минуте матче он был заменён Мусой Мазаевым. Второй и последний матч в России он провёл 19 ноября в заключительном матче чемпионата против томской «Томи». В 2006 году выступал за харьковский «Гелиос», в 2007 году играл за «Рось». В сезоне 2007/2008 провёл 8 матчей за молдавский «Зимбру». В 2009 году перебрался в «Крымтеплицу». В январе 2011 года находился на просмотре в донецком «Металлурге». В 2011 году перешёл в «Говерлу», за который за два сезона провёл 1 матч и в 2013 году завершил карьеру. В ноябре 2014 года «Говерла» могла быть лишена 3-х очков из-за задолженности перед Сергеем Бойко.